# Hermann von Baden-Baden
Hermann Markgraf von Baden (* 12. Oktober 1628 in Baden; † 2. Oktober 1691 in Regensburg) war Militär und Diplomat in kaiserlichen Diensten. Er war Feldmarschall und Hofkriegsratspräsident. Zuletzt war er Prinzipalkommissar beim Reichstag in Regensburg.

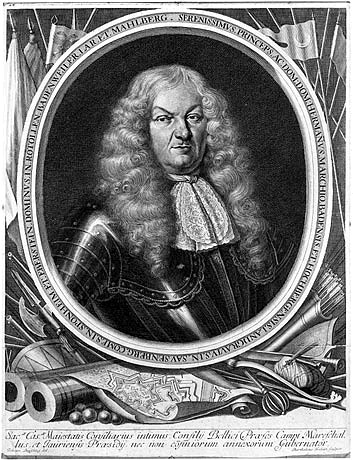
Hermann Markgraf von Baden

## Frühe Jahre

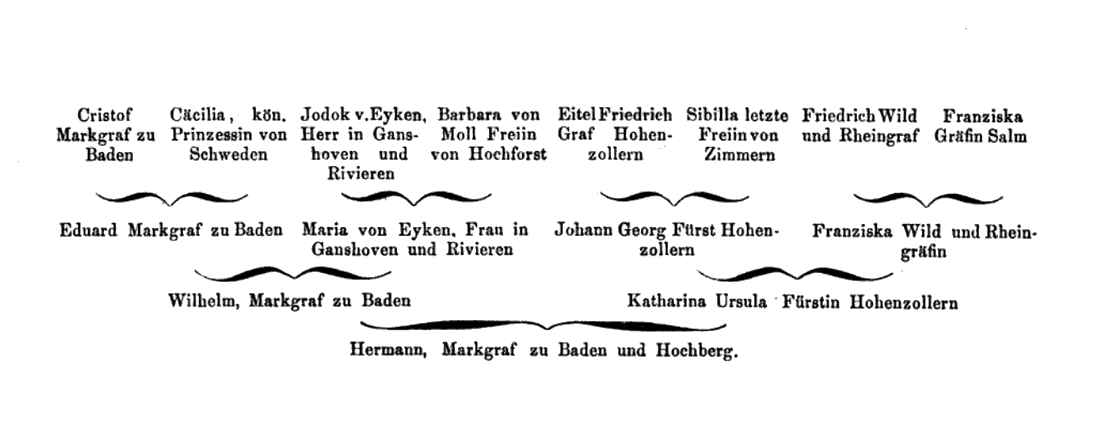
Ahnentafel Hermann von Baden-Baden (1628–1691)

Er war der fünfte Sohn des Markgrafen Wilhelm von Baden und der Mutter Katharina Ursula (geb. Hohenzollern-Hechingen).
Er war als nachgeborener Sohn für den geistlichen Stand vorgesehen und war Inhaber von Domherrenstellen in Köln und Paderborn. Entsprechend wurde er im katholischen Geist erzogen. Er besuchte die Jesuitenschule in Dillingen. Sein Versuch, als Ritter in den Johanniterorden aufgenommen zu werden, scheiterte. Schließlich hatte er auch Domherrenstellen in Straßburg, Salzburg und Augsburg inne. Zeitweise war er als polnischer König als möglicher Nachfolger von Johann Casimir aus dem Haus Wasa im Gespräch. Aus diesem Grund gab er 1661 seine Domherrenstellen auf.
Weil sich die Hoffnungen auf den polnischen Thron nicht erfüllten, wandte er sich dem Kriegsdienst zu. Er war 1663 Befehlshaber der Truppen des burgundischen Reichskreises im Kampf gegen die Osmanen in Ungarn.

## Devolutionskrieg
Im Jahr 1665 war er trotz des Protestes Ludwig XIV. Befehlshaber einer österreichischen Hilfstruppe in den spanischen Niederlanden.
Er war 1667 nach dem Beginn des Devolutionskrieges bemüht, Unterstützer im Reich für Spanien zu gewinnen. Im Auftrag des spanischen Statthalters Marquis von Castel Rodrigo reiste er nach Berlin, um mit dem Kurfürsten Friedrich Wilhelm von Brandenburg über ein Bündnis mit Spanien gegen Frankreich zu verhandeln. Nach dem scheinbar erfolgreichen Abschluss dieser Mission kehrte Hermann von Baden nach Brüssel zurück. Dort wurde ein Abkommen geschlossen, dass aber keine Wirkung hatte, weil der Kurfürst sich im Dezember 1667 mit Frankreich verbündete.

## Holländischer Krieg
Als 1671 der Holländische Krieg absehbar war, war Hermann von Baden an Verhandlungen über eine Allianz des Heiligen Römischen Reiches mit Schweden maßgeblich beteiligt. Ein Abschluss wurde von Hofintrigen, verstärkt durch französische Bestechungsgelder, verhindert.
Nach Ausbruch des Krieges diente er unter Raimondo Montecuccoli als Generalfeldzeugmeister und Kommandant der Artillerie. Er kämpfte am 4. Oktober 1674 zusammen mit Alexander de Bournonville in der Schlacht bei Holzheim. Bei Mühlhausen am 29. Dezember und bei Türkheim am 5. Januar 1675 unterlagen sie und mussten mit ihren Truppen über den Rhein setzen. Im Jahr 1675 verteidigte er den Breisgau. Er konnte aber nicht verhindern, dass Turenne über den Rhein vorstoßen konnte.
Hermann von Baden legte eine starke Besatzung nach Offenburg. Diese konnte sich gegen Vauban halten. Er selbst nahm an der Belagerung von Hagenau teil. Später ließ er Zabern beschießen, stellte auf Befehl von Montecuccoli die Kämpfe ein und ging mit seinen Truppen in die Winterquartiere.
Seit 1676 stand er unter dem Oberbefehl von Herzog Karl V. von Lothringen. Zusammen mit diesem konnte er verhindern, dass die Franzosen die Truppen in Philippsburg verstärken konnten. Zusammen mit Friedrich VI. von Baden-Durlach nahm Hermann von Baden an der erfolgreichen Belagerung von Philippsburg teil. Auch 1677 kämpfte er unter dem Herzog von Lothringen. Im Jahr 1678 war er zeitweise Kommandant in Straßburg, bis er wegen einer Erkrankung den Posten aufgeben musste.

## Belagerung von Wien
Nach dem Friede von Nimwegen war Hermann von Baden als Gesandter des Kaisers an verschiedenen Höfen tätig. Er war etwa 1680 in Berlin, hatte aber mit der Mission keinen Erfolg. Als Nachfolger von Montecuccoli wurde Hermann von Baden 1682 Präsident des Hofkriegsrates. Im Jahr 1683 begab er sich nach Ungarn, um dort Vorbereitungen für den Türkenkrieg zu treffen.
Hermann von Baden wurde zum Feldmarschall ernannt und war führender Minister Leopolds I. Er hatte vergeblich darauf gedrängt, Wien nicht von Truppen zu entblößen. Als die türkischen Truppen sich zur Belagerung der Stadt näherten, bat er den Kaiser darum, in der Stadt bleiben zu können. Leopold bewilligte ihm nur eine Nacht, bevor er auch nach Linz reisen sollte. In dieser Zeit ließ er noch einige Verteidigungsvorbereitungen treffen. Als Abgesandter des Kaisers nahm er am 3. September am großen Kriegsrat mit dem polnischen König Johann III. Sobieski und den anderen Alliierten teil. Einige seiner Vorschläge wurden umgesetzt, jedoch musste er sich größtenteils den offensiveren Plänen Karls V. und Sobieskis beugen. Im Folgenden übernahm er eine führende Stellung unter dem Herzog von Lothringen.
In der Schlacht am Kahlenberg war er zunächst neben dem polnischen König positioniert und ließ dann die als Reserve gedachten kaiserlichen Truppen den Berg hinab vorrücken und die Türken frontal angreifen. Er erbeutete zahlreiche Trophäen, die er später seinem Neffen Ludwig Wilhelm von Baden-Baden („Türkenlouis“) vermachte.

## Türkenkrieg
Nach dem Sieg und dem Beginn der Gegenoffensive wurde Ofen lang vergeblich belagert. Die dortigen Befehlshaber wollten die Belagerung abbrechen. Im Oktober 1684 schickte der Kaiser Hermann von Baden auf Betreiben des Herzogs von Lothringen, der zu dieser Zeit ein Konkurrent war, nach Ofen. Er übernahm eine von Anfang an aussichtslose Aufgabe und konnte nur noch die Reste des Heeres retten.
Im Jahr 1687 wurde Hermann von Baden von Antonio Caraffa bezichtigt, gemeinsame Sache mit den ungarischen Rebellen zu machen. Sein Neffe Ludwig Wilhelm setzte sich für ihn ein. Hermann von Baden wurde Gouverneur von Raab und war am 9. Dezember 1687 bei der Krönung Erzherzogs Joseph zum ungarischen König in Preßburg dabei. Wegen Konflikten mit dem Herzog von Lothringen über den Oberbefehl in Ungarn wurde Hermann von Baden als Hofkriegsratspräsident abgelöst. Seit 1688 war er kaiserlicher Prinzipalkommissar beim Reichstag in Regensburg. Er starb dort an einem Schlaganfall und wurde in Regensburg bestattet.